# Notes on Mesembryanthemum and allied genera
Notes on Mesembryanthemum and allied genera (abreviado Notes Mesembryanthemum) es un libro con ilustraciones y descripciones botánicas que fue escrito por la botánica sudafricana Harriet Margaret Louisa Bolus y publicado en la Ciudad del Cabo en 3 partes en los años 1928-1958.

## Publicación
- Part I: 1928;
- Part II: 1932-35;
- Part III: 1950-58